# Jerzy Mazgaj
Jerzy Mazgaj (ur. 22 października 1959 w Tarnowie) – polski przedsiębiorca.

## Życiorys
Dorastał na osiedlu Klikowskim w Tarnowie. Studiował germanistykę na Uniwersytecie Jagiellońskim w Krakowie.
W 1998 stał się udziałowcem krakowskiej hurtowni chemicznej „Krakchemia”. Założył firmę odzieżową Paradise Group, reprezentującą w Polsce takie marki, jak Ermenegildo Zegna, JM Weston, Burberry, Kenzo, Hugo Boss, Max & Co. Jest współwłaścicielem sieci delikatesów Alma Market i spółki Krakowski Kredens (prezes zarządu). Właściciel: spółki Premium Cigars (75 proc. udziałów), Krakchemia (50 proc. udziałów, handel i dystrybucja artykułów chemicznych). Prezes spółki Ivy Capital. Członek rady nadzorczej DCG SA (Deni Cler).
16 kwietnia 2014 został przewodniczącym rady nadzorczej Krakchemii. Jego żoną jest Barbara (od 2013 wiceprzewodnicząca rady nadzorczej Krakchemii).
Miejsce na liście najbogatszych Polaków według magazynu „Wprost”
- 2014 – miejsce 89 (311 mln zł)
- 2013 – miejsce 97 (195 mln zł)
- 2012 – miejsce 82 (260 mln zł)
- 2011 – miejsce 88 (190 mln zł)[8]
- 2010 – miejsce 89 (190 mln zł)[9]
- 2009 – miejsce 92 (200 mln zł)
- 2008 – miejsce 65 (450 mln zł)
- 2007 – miejsce 49 (560 mln zł)
- 2006 – miejsce 86 (200 mln zł)
- 2004 – miejsce 120 (90 mln zł)
- 2001 – miejsce 99

Miejsce na liście najbogatszych Polaków według magazynu Forbes.pl
- 2011 – miejsce 99 (195 mln zł)

Autor książek Whisky (2004) i Cygara (2006).

## Rodzina
Ma młodszego brata Wojciecha. W związku małżeńskim z Barbarą Mazgaj z domu Kardasińską (ur. 1959), z którą ma córkę Annę.

## Nagrody i wyróżnienia
- Nagroda „Krakowski Dukat” w kat. Menedżer Firmy[12]
- Laureat nagrody Wektory Konfederacji Pracodawców Polskich (2008)[13].